# Eplény, Veszprém
Eplény  este un sat în districtul Veszprém, județul Veszprém, Ungaria, având o populație de 545 de locuitori (2011). 

## Demografie
Componența etnică a satului Eplény
     Maghiari (97,54%)
     Germani (1,64%)
     Necunoscut (0,82%)
     Alții (0,82%)
Componența confesională a satului Eplény
     Romano-catolici (45,5%)
     Fără religie (9,91%)
     Reformați (2,57%)
     Luterani (1,1%)
     Necunoscută (40,92%)
Conform recensământului din 2011, satul Eplény avea 545 de locuitori. Din punct de vedere etnic, majoritatea locuitorilor (97,54%) erau maghiari, cu o minoritate de germani (1,64%). Apartenența etnică nu este cunoscută în cazul a 0,82% din locuitori. Nu există o religie majoritară, locuitorii fiind romano-catolici (45,5%), persoane fără religie (9,91%), reformați (2,57%) și luterani (1,1%). Pentru 40,92% din locuitori nu este cunoscută apartenența confesională.